# Riva San Vitale
Riva San Vitale é uma comuna da Suíça, no Cantão Tessino, com cerca de 2.409 habitantes. Estende-se por uma área de 7,65 km², de densidade populacional de 315 hab/km². Confina com as seguintes comunas: Bissone, Brusino Arsizio, Capolago, Maroggia, Melano, Mendrisio, Meride, Rancate, Tremona.
A língua oficial nesta comuna é o Italiano.